# Stanislav Smirnov
Stanislav Konstantínovitx Smirnov (en rus: Станислав Константинович Смирнов; n. 3 de setembre de 1970) és un matemàtic rus, guardonat amb la Medalla Fields en 2010. La seva recerca se centra en els camps de l'anàlisi complexa, els sistemes dinàmics i la teoria de la probabilitat.